# Marie-Thérèse d'Autriche (1845-1927)
Titre
Duchesse de Wurtemberg
28 octobre 1881 – 11 octobre 1917
(35 ans, 11 mois et 13 jours)
Marie-Thérèse d'Autriche, née à Vienne le 15 juillet 1845 et décédée à Tübingen  le 8 octobre 1927, est une archiduchesse d'Autriche. Elle est l'enfant aîné de l'archiduc Albert de Teschen et de la princesse Hildegarde de Bavière.
Elle se marie en 1865 avec Philippe de Wurtemberg, fils du duc Alexandre de Wurtemberg (1804-1881).
Sa sœur Mathilde, fiancée présumée du prince de Piémont, meurt tragiquement en 1867.

## Enfants

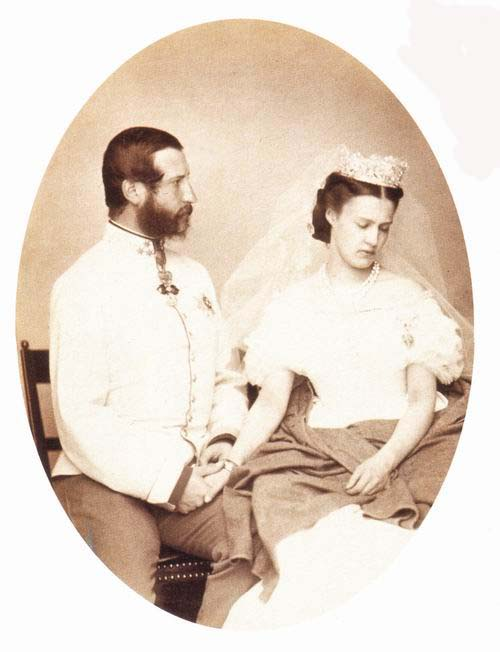
Le duc Philippe de Wurtemberg et son épouse.

- Albert (1865–1939) épouse en 1893 l'archiduchesse Marguerite de Habsbourg-Lorraine (1870-1902), nièce de l'empereur François-Joseph Ier d'Autriche et sœur de l'archiduc-héritier François-Ferdinand
- Marie-Amélie (1865–1883)
- Marie-Isabelle (1871–1904), mariée en 1894 avec le prince Jean-Georges de Saxe, frère cadet du roi Frédéric-Auguste III de Saxe
- Robert (1873–1947), épouse en 1900 l'archiduchesse Marie-Immaculée de Habsbourg-Toscane (1878-1968), sans postérité ;
- Ulrich (1877–1944), célibataire.

## Distinctions
- 14 mai 1883 : dame grand-croix de l'ordre de Sainte-Catherine
- Dame de l'ordre de la Croix étoilée, première classe